# Graf Benjowsky oder die Verschwörung auf Kamtschatka
Graf Benjowsky ist ein fünfaktiges Schauspiel von August von Kotzebue, das im Herbst 1794 veröffentlicht wurde. Der Dramatiker entnahm den Stoff aus der Autobiografie des Titelhelden Moritz Benjowski: Des Grafen Moritz August v Beniowski Reisen durch Sibirien und Kamtschatka über Japan und China nach Europa, die 1790 in Berlin bei Voss in deutscher Übersetzung erschienen war.

## Handlung
Graf Benjowsky gerät in russische Verbannung und wird nach Kamtschatka deportiert, um dort als leibeigener Bauer in einer Verbanntenkolonie für den Rest seines Lebens zu arbeiten. Auf der Fahrt rettet er das Schiff, das in einen Sturm gerät. Bei seiner Ankunft – hier setzt das Stück ein – ist er bereits ein gefeierter Held, so dass alle Seiten versuchen, ihn für ihre Zwecke einzuspannen.
Im Verlauf einer ebenso raschen wie dichten Entwicklung wird Benjowsky unter anderem zum Vertrauten des Gouverneurs, zum Verlobten seiner Tochter und zum Anführer einer Gefangenenrevolte. Dabei wird er mehrfach hintergangen, ausgenützt, belogen. Es gibt Mordanschläge aus Rache, Eifersucht, Gewinnsucht. In der Nacht des geplanten Aufstands muss er sich zwischen seinen mittlerweile vielfältigen Verpflichtungen entscheiden.
Am Ende glückt der Aufstand und Benjowsky kann mit seinen Mitgefangenen fliehen.

## Hintergrund
Das Stück beruht auf dem Leben von Moritz Benjowski, einem slowakisch-ungarischen Adligen und Abenteurer. Kotzebue wird einige Jahre später selbst in Russland festgenommen und nach Sibirien deportiert. Die Ereignisse seiner Verbannung beschreibt er in „Das merkwürdigste Jahr meines Lebens“.

## Aufführungsgeschichte
Die Uraufführung des Stücks fand am 26. März 1794 auf dem Hamburger Nationaltheater in der Inszenierung von Friedrich Ludwig Schröder statt. Auf die Aufführungen am Hamburger Nationaltheater folgten am 22. April 1794 Großmanns Theatergesellschaft in Hannover, am 2. Mai 1794 die Kurfürstlich Sächsische Schauspiel-Gesellschaft in Leipzig, am 22. Juni 1794 das Nationaltheater in Frankfurt am Main und am 11. Dezember 1794 das Hoftheater in Weimar. In Weimar wurde der Graf Benjowsky in einer Bearbeitung von Christian August Vulpius aufgeführt, nachdem Vulpius’ eigenes Stück zum selben Thema 1792 nur zwei Aufführungen erlebte. In Berlin, wo August Wilhelm Iffland das Theater leitete, erlebte das Drama ab 1796 40 Aufführungen. Weitere Inszenierungen fanden in Leipzig, Braunschweig, Prag und an vielen anderen Orten statt.
Die politische Brisanz von Kotzebues "Graf Benjowsky" manifestierte sich in mehreren Aufführungsverboten und Zensurmaßnahmen in verschiedenen deutschen Städten.
Die Aufführung von "Graf Benjowsky" wurde in Frankfurt am Main nach der Erstaufführung am 22. Juni 1794 aufgrund von Beschwerden eines russischen Diplomaten untersagt. Dieser beanstandete "einige lebhaften Aeußerungen von Freiheit" in dem Stück. Das Aufführungsverbot dauerte drei Jahre. Erst nach Zusicherungen des neuen russischen Gesandten und einigen Änderungen im Text wurde das Stück 1797 wieder freigegeben. Die Änderungen umfassten die Streichung des Wortes "Verschwörung auf Kamtschatka" im Titel, die Änderung von "Sclaverey" in "Gefangenschaft" und "Freiheit" in "Erlösung" im Text sowie das Verbot, den Gouverneur im letzten Akt gefesselt darzustellen.
In Leipzig kam es nach der zweiten Vorstellung des Stücks am 4. Mai 1794 zu einem Aufführungsverbot. Grund dafür waren Unruhen im Publikum. Bereits im Vorfeld hatte die Theaterleitung den Titel in "Verwiesene" statt "Verschwörung" geändert, um möglichen Einwänden der Zensur zuvorzukommen.
Aufführungen in England
Das Theaterstück "Graf Benjowsky" erfreute sich in England großer Beliebtheit, wobei die konservative britische Presse, allen voran die Zeitschrift "The Anti-Jacobine", scharfe Kritik an der wachsenden "Kotzebue-Mania" übte. William Render veröffentlichte im März 1798 eine englische Übersetzung von Kotzebues "Graf Benjowsky", die innerhalb eines Jahres eine zweite Auflage erfuhr. Render nutzte außerdem Auszüge aus dem 5. Akt von "Graf Benjowsky" in seiner 1799 erschienenen Publikation "A Concise Practical Grammar of the German Tongue", wobei er die englische und deutsche Version nebeneinanderstellte, um als Sprachübung zu dienen.
Aufführungen in Amerika
In Amerika wurde "Graf Benjowsky" unter dem Titel "Love and Liberty" aufgeführt, wobei die Aufführungsanzeigen mit der Grußformel "Vivat Respublica" versehen waren. Die Erstaufführung in New York fand am 1. April 1799 im New Theatre statt, und die Vorbereitungen dafür übertrafen Berichten zufolge alle bisherigen Inszenierungen auf dieser Bühne, mit aufwändigen neuen Bühnenbildern und Kostümen im russischen, kosakischen und kamtschadalischen Stil. Für das Jahr 1799 sind außerdem Aufführungen in Boston und Hartford (Connecticut) dokumentiert. Hartford verfügte über eine eigene Theaterbühne, die von Mitgliedern der New Yorker "Old American Company" bespielt wurde.

## Neuausgabe
Seit 2024 liegt das Geschichtsdrama in einer kommentierten Neuausgabe vor, die das Kotzebues Schauspiel in der ersten Druckauflage von 1794 wiedergibt. Dem kommentierten Theatertext steht eine Auswahl historischer Kostüm- und Bühnenbilder sowie Notenblätter zur Seite. Die im Anhang versammelten Äußerungen zu den Aufführungen, Publikationen und Übersetzungen des Stücks geben einen nuancierten Einblick in die Wahrnehmung dieses Geschichtsdramas. Eine kulturhistorische Kontextualisierung liefert das Nachwort und berücksichtigt dabei wenig bekanntes Material aus deutschen und internationalen Archiven.